# WBK Raduga

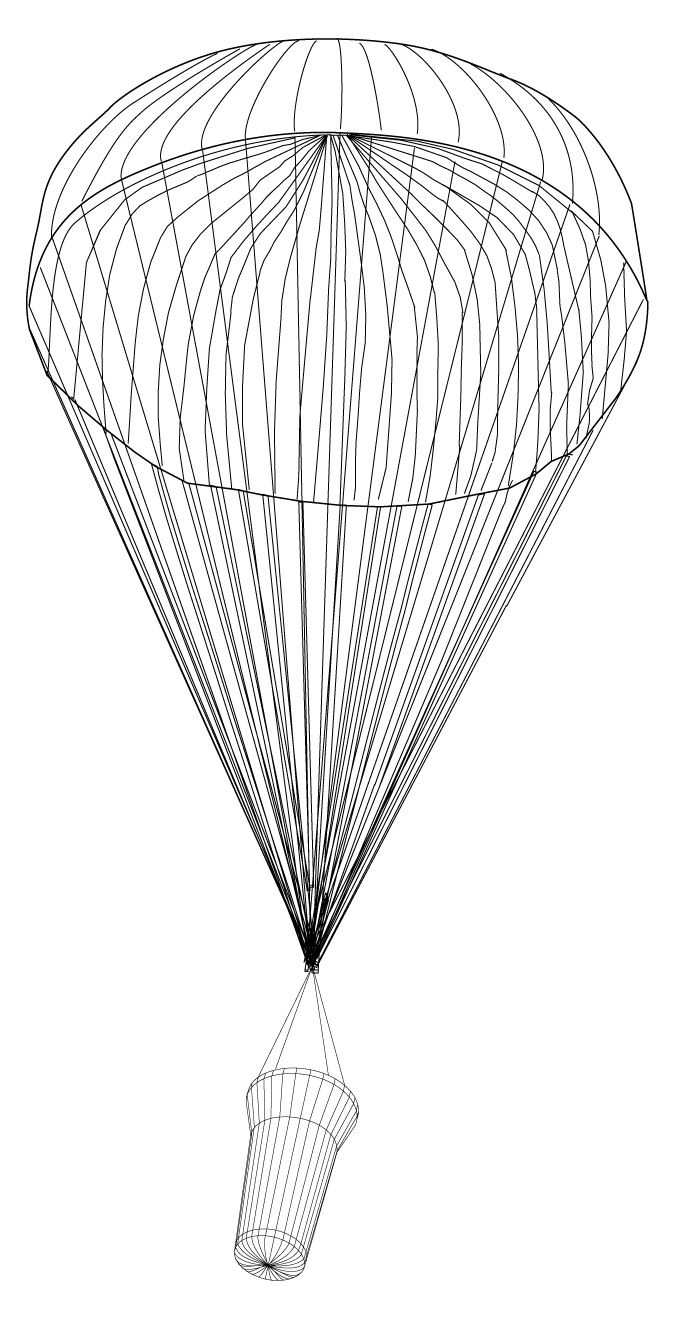
Ilustracja NASA przedstawiająca kapsułę lądującą ze spadochronem

Balistyczna kapsuła powrotna Raduga (ros. Возвращаемая баллистическая капсула Радуга) – kapsuła powrotna, używana do wysyłania na Ziemię materiałów ze stacji kosmicznej Mir. Kapsuły Raduga wysyłane były na Mir na pokładzie transportowców Progress. Załadowana materiałami kapsuła była następnie montowana w miejscu kotwy systemu cumowniczego pojazdu Progress. Po odłączeniu pojazdu od stacji, w trakcie deorbitacji, kapsuła była odstrzeliwana na wysokości 120 km i schodziła lotem balistycznym samodzielnie, a następnie lądowała z użyciem spadochronu.
Kapsuła miała długość ok. 1,5 m, ok. 80 cm średnicy i masę ok. 350 kg. Ładowność kapsuły wynosiła 150 kg. Ładowność Progressa wyposażonego w kapsułę obniżona była do ok. 2,4 tony.
Europejska Agencja Kosmiczna pracowała nad analogicznym systemem o nazwie PARES (Payload Retrieval System); nośnikiem dla kapsuły miał być Automatyczny Statek Transportowy.

## Wykonane loty
| Kapsuła       | Data startu          | Przenoszona przez | Uwagi                                       | Źródło      |
| ------------- | -------------------- | ----------------- | ------------------------------------------- | ----------- |
| WBK-Raduga 1  | 27 września 1990     | Progress M-5      |                                             | [ 1 ]       |
| WBK-Raduga 2  | 19 marca 1991        | Progress M-7      | Zniszczona podczas deorbitacji              | [ 1 ] [ 4 ] |
| WBK-Raduga 3  | 20 sierpnia 1991     | Progress M-9      |                                             | [ 1 ]       |
| WBK-Raduga 4  | 17 października 1991 | Progress M-10     |                                             | [ 1 ]       |
| WBK-Raduga 5  | 19 kwietnia 1992     | Progress M-12     |                                             | [ 1 ]       |
| WBK-Raduga 6  | 15 sierpnia 1992     | Progress M-14     |                                             | [ 1 ]       |
| WBK-Raduga 7  | 31 marca 1993        | Progress M-17     | Kapsuła wróciła na pokładzie Progressa M-18 | [ 1 ] [ 5 ] |
| WBK-Raduga 8  | 10 sierpnia 1993     | Progress M-19     |                                             | [ 1 ]       |
| WBK-Raduga 9  | 11 października 1993 | Progress M-20     |                                             | [ 1 ]       |
| WBK-Raduga 10 | 22 marca 1994        | Progress M-22     |                                             | [ 1 ]       |